# Gare de Saint-Cyr-Les Lecques – La Cadière
Gare de Saint-Cyr-Les Lecques – La Cadière – stacja kolejowa w Saint-Cyr-sur-Mer, w departamencie Var, w regionie Prowansja-Alpy-Lazurowe Wybrzeże, we Francji.
Jest stacją Société nationale des chemins de fer français (SNCF), obsługiwaną przez pociągi TER Provence-Alpes-Côte d’Azur.